# Thế giới này nhiều người đến vậy
Thế giới này nhiều người đến vậy (tiếng Trung: 這世界那麼多人) là một đĩa đơn tiếng Quan Thoại của ca sĩ người Hồng Kông Mạc Văn Úy. Bài hát được phát hành vào ngày 7 tháng 5 năm 2021 bởi Sony Music và là bài hát chủ đề của phim điện ảnh Anh Muốn Chúng Ta Ở Bên Nhau. Sau khi phát hành, bài hát đã nhận được sự hưởng ứng nồng nhiệt của khán giả. Tháng 12 năm 2021, bài hát đã giành được giải Ca khúc phim gốc hay nhấ tại Lễ trao giải Âm nhạc Pop Châu Á 2021.

## Sản xuất
- Hát: Mạc Văn Úy
- Soạn nhạc: Akiyama Sayuri
- Lời: Vương Hải đào
- Sáng tác: Bành Phi
- Nhà sản xuất: Hoàng Tỉnh Thập Nhất / Bành Phi
- Nhạc cụ dây: Bành Phi
- Guitar: Hồ dương
- Mandolin: Bành Phi
- Trống: Hoàng Tỉnh Thập Nhất
- Thu âm:Nghê Hàm Văn
- Hòa âm: Chu Thiên Triệt
- Kỹ sư âm thanh: Chu Thiên Triệt

## Biểu diễn
| Năm  | Chương trình                    | Người biểu diễn               | Nền tảng phát sóng |
| ---- | ------------------------------- | ----------------------------- | ------------------ |
| 2021 | Đêm dạ tiệc Trung Thu           | Mạc Văn Úy                    | CCTV               |
| 2021 | The Treasure tập 8              | Đặng Kiến Siêu, Mạnh Tuệ Viên | Hồ Nam TV          |
| 2021 | Sing! China tập 10              | Tằng Tố Thứ                   | Chiết Giang TV     |
| 2021 | Anh Trai Vượt Mọi Chông Gai tập | Team Triệu Văn Trác           | Hồ Nam TV          |
| 2021 | Buổi Hoà Nhạc Thời Gian tập 12  | Lâm Chí Huyền                 | Hồ Nam TV          |
| 2021 | Thanh xuân hoàn du ký 3 tập 12  | Thượng Văn Tiệp               | Chiết Giang TV     |
| 2022 | Phúc kiến tân xuân              | A Vân Dát                     | Đông Nam TV        |
| 2022 | Đêm Hội Mùa Xuân CCTV           | Hàn Hồng                      | CCTV               |
| 2022 | Đêm hội mùa xuân Đông Phương TV | Lý Hưởng (vũ công)            | Đông Phương TV     |

| Năm  | Sự kiện                                   | Người biểu diễn |
| ---- | ----------------------------------------- | --------------- |
| 2021 | Lễ hội giải trí âm nhạc Tencent lần thứ 3 | Châu Thâm       |
| 2021 | Buổi hòa nhạc tại Quảng Châu              | Vương Tích      |

## Giải thưởng và đề cử
| Năm  | Giải thưởng                                              | Hạng mục                             | Kết quả   |
| ---- | -------------------------------------------------------- | ------------------------------------ | --------- |
| 2021 | Lễ trao giải Âm nhạc Pop Châu Á.                         | Ca khúc phim gốc hay nhất            | Đoạt giải |
| 2021 | Lễ trao giải Âm nhạc Pop Châu Á.                         | Bài hát của năm                      | Đề cử     |
| 2021 | Lễ trao giải Âm nhạc Pop Châu Á.                         | Top 20 bài hát của năm               | Đoạt giải |
| 2021 | Lễ hội giải trí âm nhạc Tencent lần thứ 3.               | Top 10 ca khúc vàng của năm          | Đoạt giải |
| 2021 | Giải thưởng âm nhạc thường niên của NetEase Cloud Music. | Đĩa đơn tiếng Trung hay nhất của năm | Đoạt giải |
| 2021 | Giải thưởng âm nhạc thường niên của NetEase Cloud Music. | Đơn khúc của năm                     | Đoạt giải |
| 2021 | Giải thưởng Douyin Music 2021                            | Bài hát của năm                      | Đoạt giải |